# 蒲郡車站
蒲郡車站（日语：／ Gamagōri eki */?）是一由東海旅客鐵道（JR東海）與名古屋鐵道（名鐵）所共用的鐵路車站，位於日本愛知縣蒲郡市元町，也是蒲郡市的主車站。蒲郡車站是JR東海道本線與名鐵蒲郡線的交會車站，與後者的終點站。在過去蒲郡車站曾是一個JR與名鐵共用站舍的共同使用車站，但配合近期的鐵路高架化之後，目前兩個鐵路系統的硬體已經分離，擁有各自的站舍與檢票口。其中JR東海的部分是個設有綠窗口（みどりの窓口）的直營車站，除了蒲郡車站本身的管理外，也兼有包括三河大塚、三河三谷與三河鹽津等周圍較小車站的管理車站之職。

## 車站

### JR東海
島式月台2面4線的高架車站。

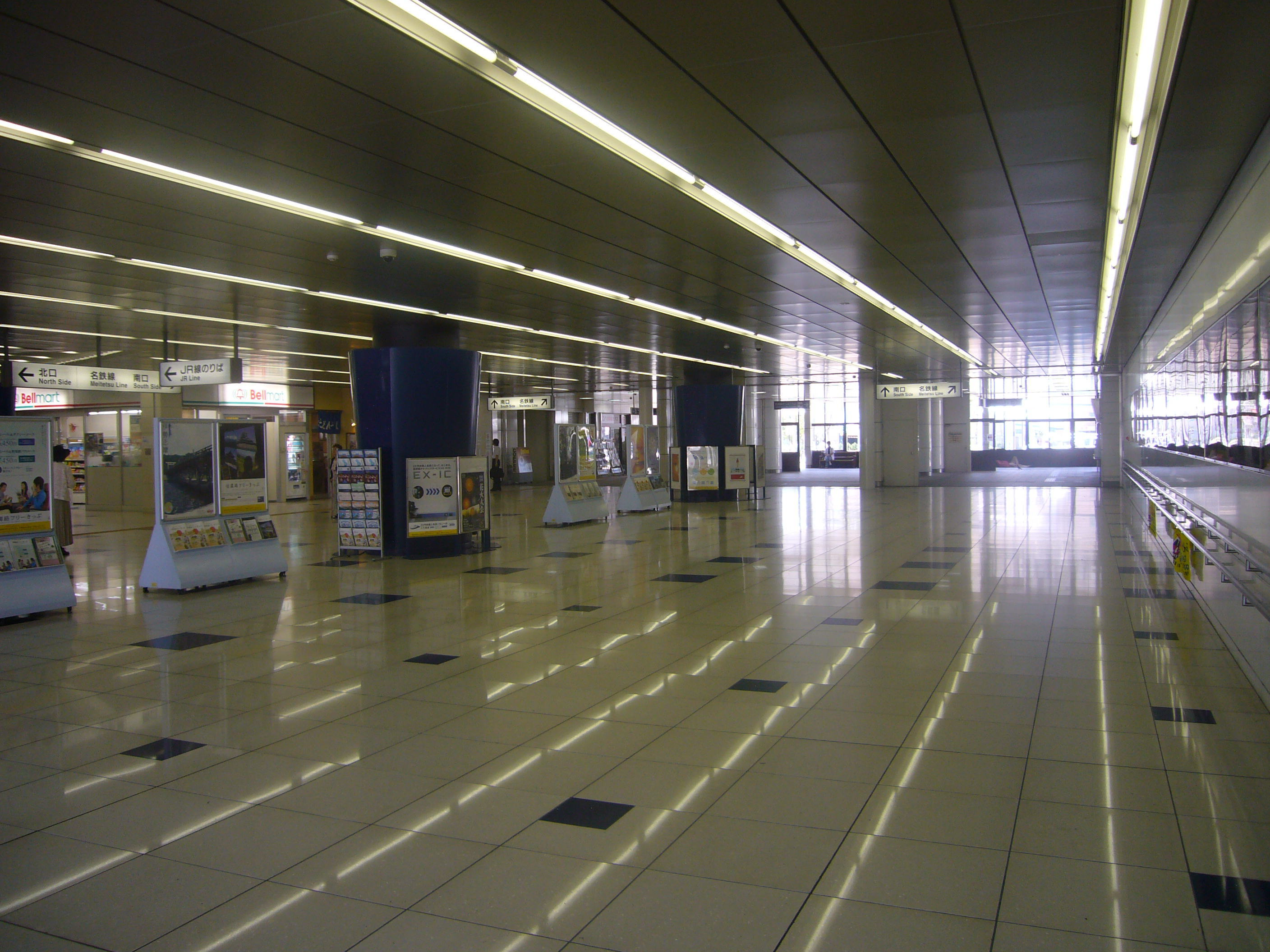
大堂（2008年7月）
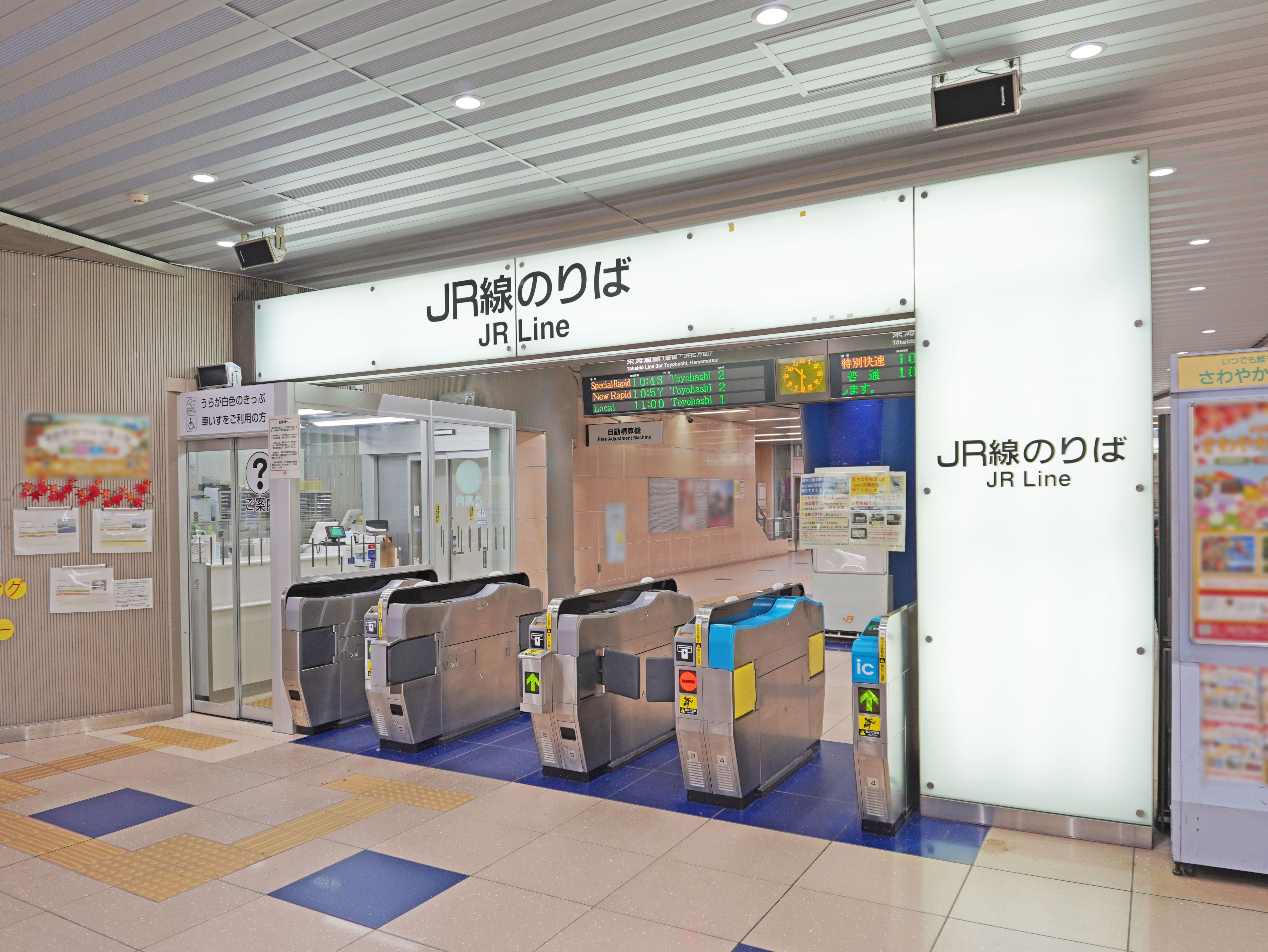
檢票口（2022年10月）
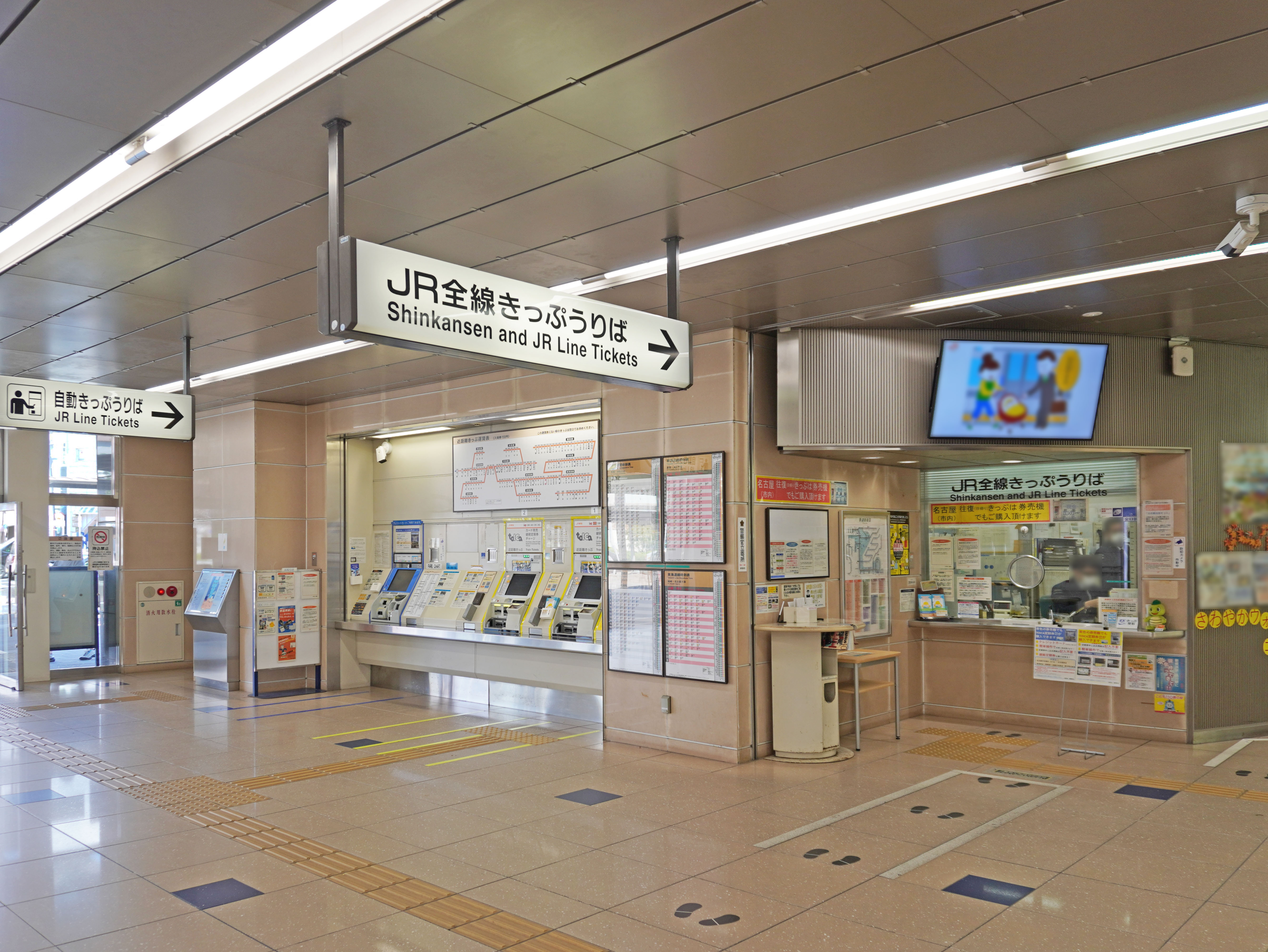
售票處（2022年10月）
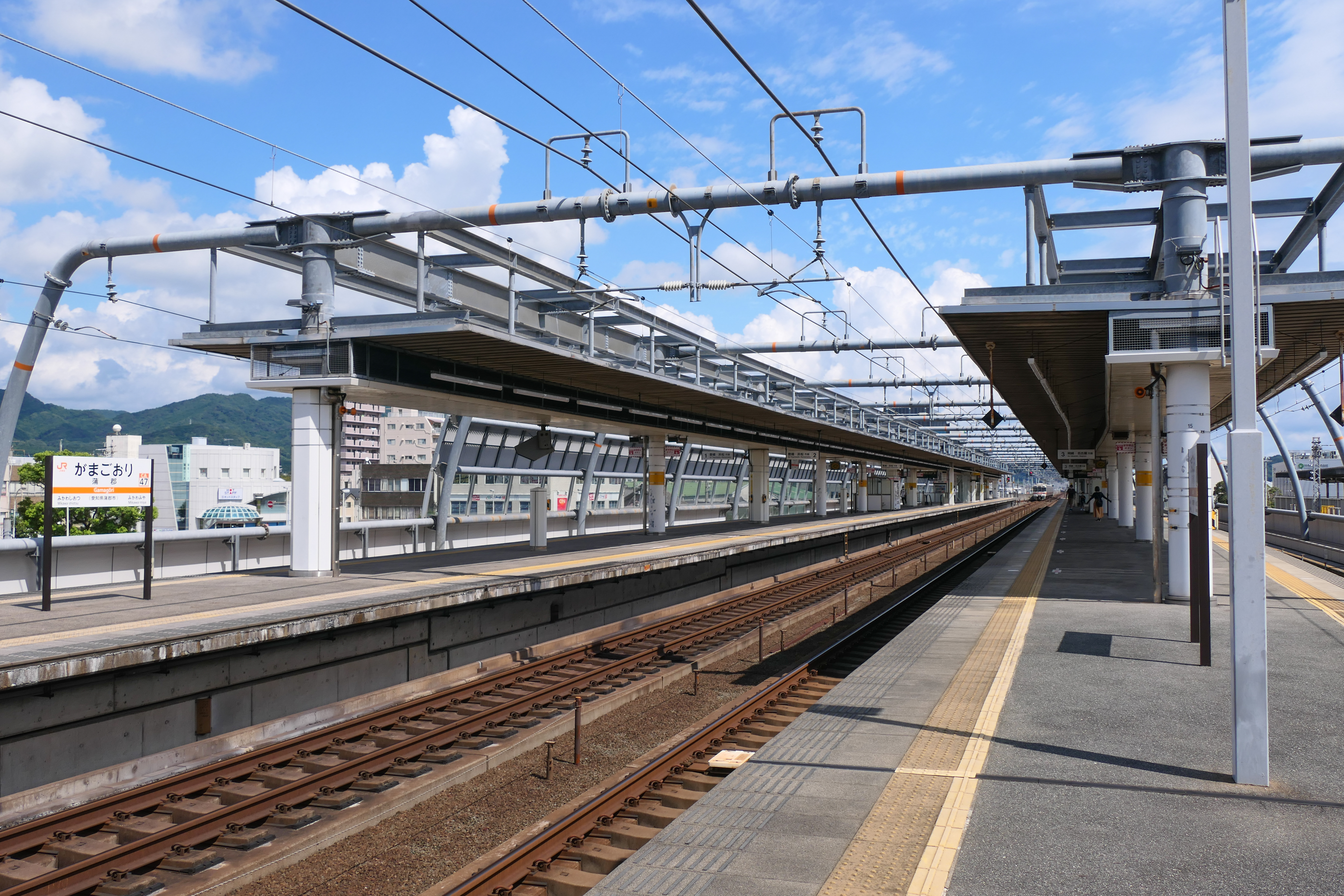
月台（2021年9月）
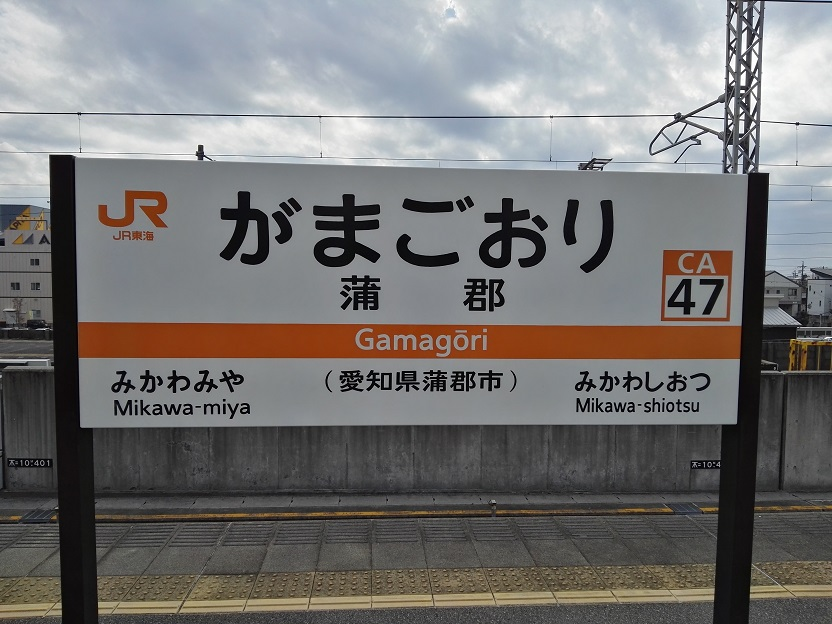
站名標（2018年11月）

#### 月台配置
| 月台 | 路線       | 方向 | 目的地           |
| ---- | ---------- | ---- | ---------------- |
| 1、2 | 東海道本線 | 上行 | 豐橋、濱松方向   |
| 3、4 | 東海道本線 | 下行 | 岡崎、名古屋方向 |

### 名古屋鐵道
島式月台1面2線。

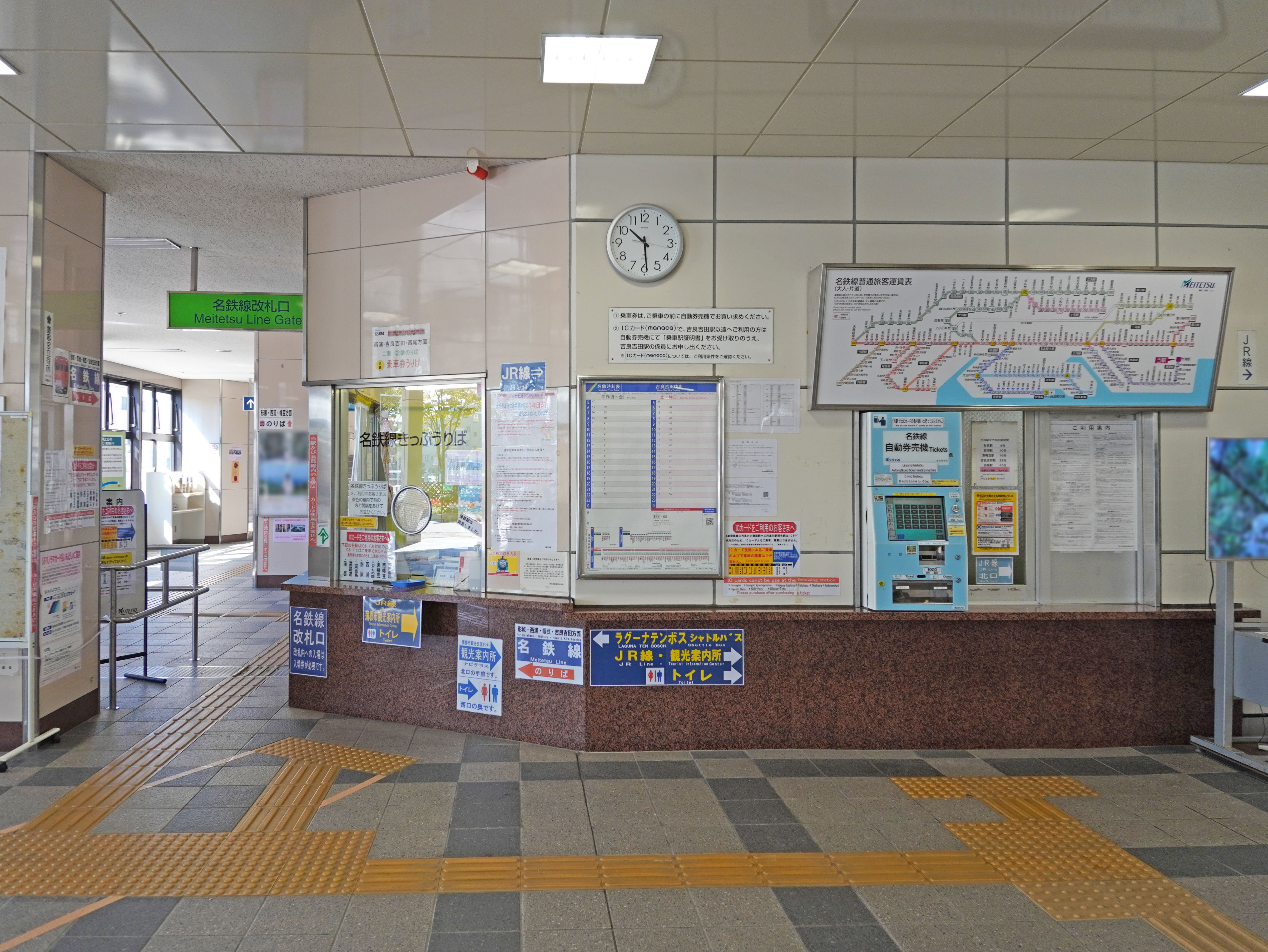
售票處及閘口（2022年10月）
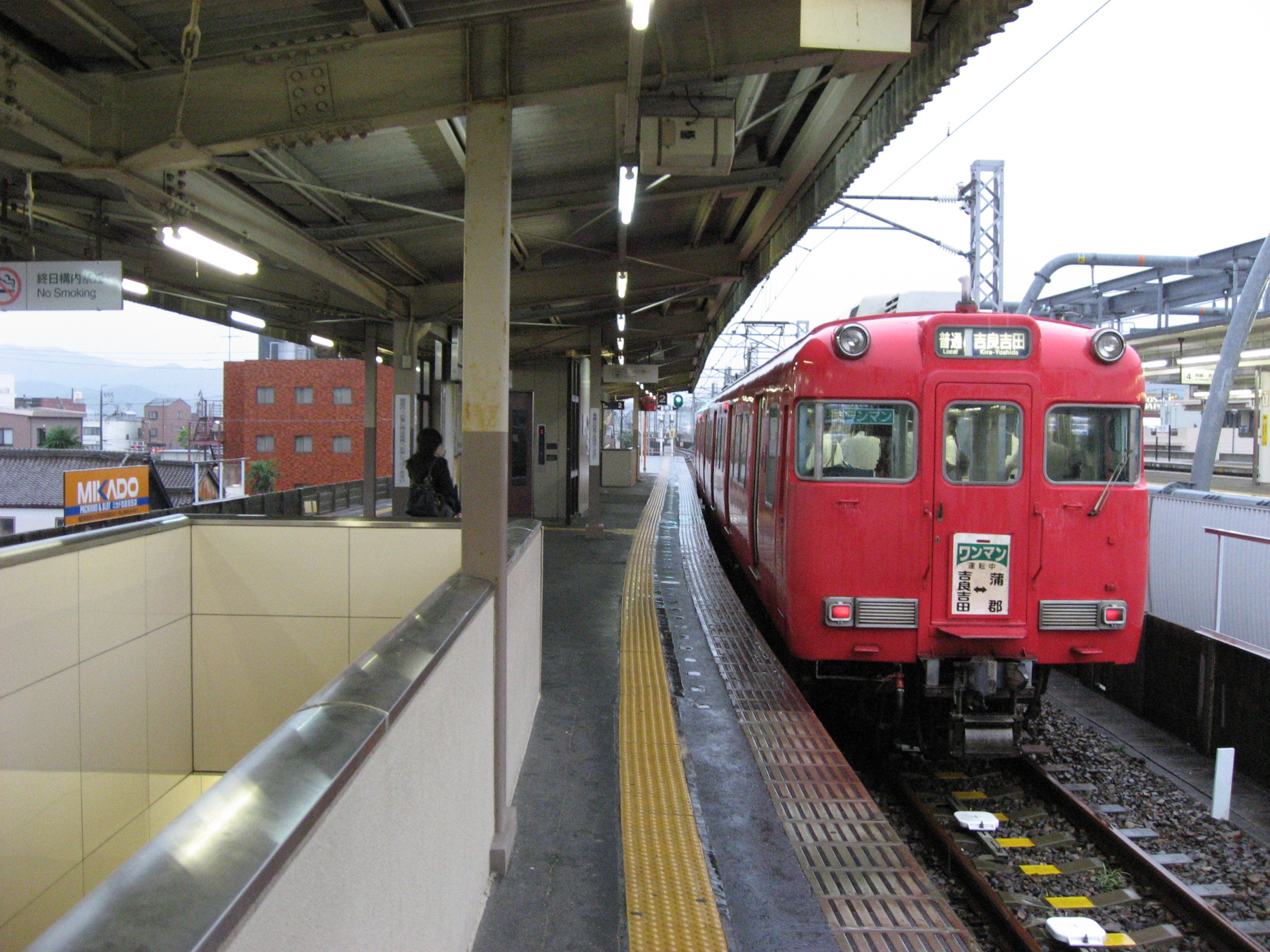
月台（2008年9月）
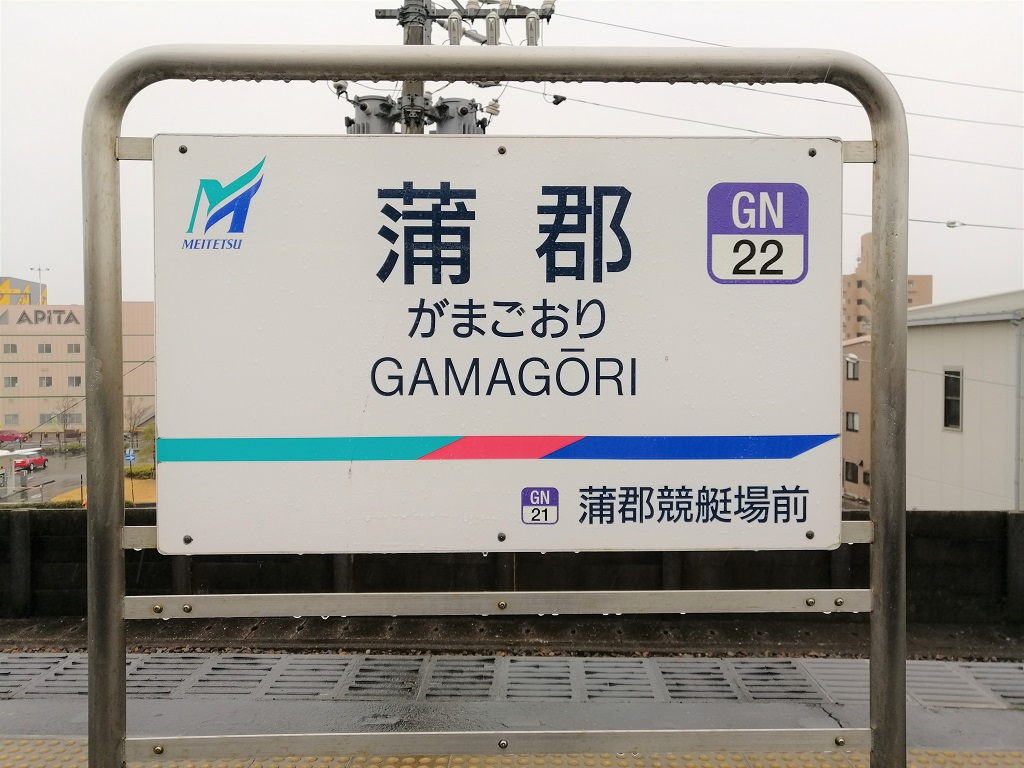
站名標（2021年1月）

#### 月台配置
| 月台 | 路線   | 目的地             |
| ---- | ------ | ------------------ |
| 1、2 | 蒲郡線 | 西浦、吉良吉田方向 |

### 配線圖
| ← 豐橋方向                                     | 蒲郡站 構內配線略圖 | → 吉良吉田方向 岡崎、 名古屋方向 |
| 图例 参考文献： 黑線為東海道本線、紅線為蒲郡線 |                     |                                  |

## 使用情況
- 根據「愛知縣統計年鑑」與「蒲郡的統計」，近年1日平均上車人次推移如下表。

| 年度   | JR東海           | 名古屋鐵道       |
| 年度   | 1日平均 上車人次 | 1日平均 上車人次 |
| ------ | ---------------- | ---------------- |
| 1995年 | 7,254            | 2,007            |
| 1996年 | 7,125            | 1,863            |
| 1997年 | 6,789            | 1,737            |
| 1998年 | 6,500            | 1,470            |
| 1999年 | 6,358            | 1,419            |
| 2000年 | 6,634            | 1,364            |
| 2001年 | 6,755            | 1,298            |
| 2002年 | 6,959            | 1,329            |
| 2003年 | 6,932            | 1,417            |
| 2004年 | 6,885            | 1,322            |
| 2005年 | 6,771            | 1,364            |
| 2006年 | 6,907            | 1,421            |
| 2007年 | 7,118            | 1,443            |
| 2008年 | 7,260            | 1,429            |
| 2009年 | 7,192            | 1,389            |
| 2010年 | 7,263            | 1,392            |
| 2011年 | 7,193            | 1,340            |
| 2012年 | 7,280            | 1,336            |
| 2013年 | 7,428            | 1,385            |
| 2014年 | 7,349            | 1,343            |
| 2015年 | 7,642            | 1,405            |
| 2016年 | 7,771            | 1,425            |
| 2017年 | 7,838            | 1,407            |
| 2018年 | 7,828            | 1,420            |

## 相鄰車站
東海旅客鐵道
 東海道本線
■特別快速
豐橋（CA42）－蒲郡（CA47）－（部分停靠幸田）－岡崎（CA52）
■新快速
豐橋（CA42）－（部分停靠三河大塚或三河三谷）－蒲郡（CA47）－（部分停靠幸田）－岡崎（CA52）
■快速
豐橋（CA42）－（部分停靠三河三谷）－蒲郡（CA47）－（部分停靠幸田）－岡崎（CA52）
■區間快速、■普通
三河三谷（CA46）－蒲郡（CA47）－三河鹽津（CA48）
名古屋鐵道
 蒲郡線
蒲邵競艇場前（GN21）－蒲郡（GN22）

### 來源
1. 1 2  駅構内の案内表記。これらはJR東海公式サイトの各駅の時刻表 （页面存档备份，存于）で参照可能（駅掲示用時刻表のPDFが使われているため。2015年1月現在）。
2. ↑  川島令三、『東海道ライン 全線・全駅・全配線 第4巻 豊橋駅 - 名古屋エリア』、p.9、 講談社、2009年6月、ISBN 978-4062700146

## 外部連結
- 蒲郡 - 東海旅客鐵道
- 蒲郡 - 名古屋鐵道